# خصلاء عريضة الريش
خصلاء عريضة الريش (الاسم العلمي: Lophophora latipennis) هي نوع من الحشرات تتبع جنس الخصلاء من الفصيلة الأربوسية.